# Centre d'amitié autochtone

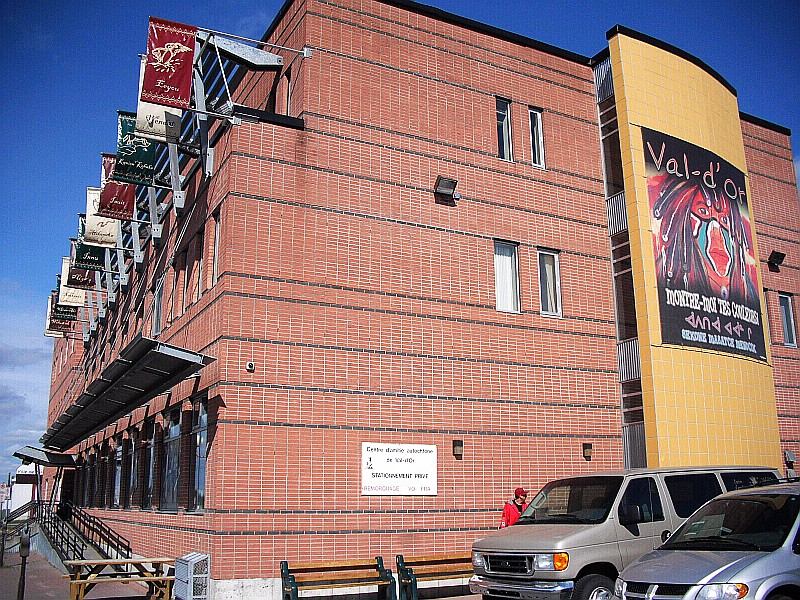
Centre d'amitié autochtone de Val-d'Or

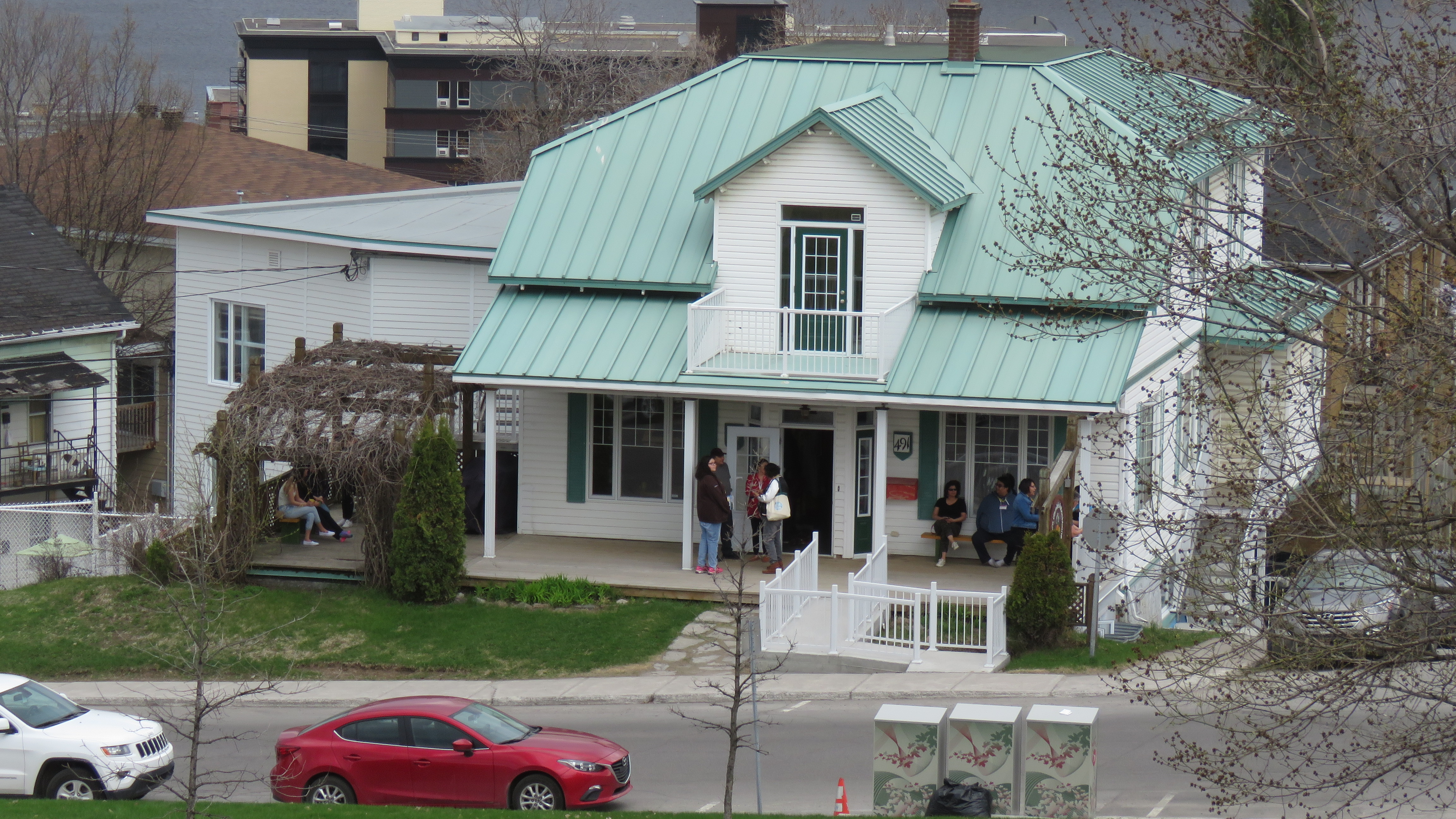
Centre d'amitié autochtone de Saguenay

Les centres d'amitié autochtones sont des organismes à but non lucratif qui fournissent des services aux Inuits, aux Métis et aux Premières Nations en milieu urbain. Les premiers centres d'amitié autochtones ont été fondés dans les années 1950. Selon l'Association nationale des centres d'amitié (ANCA), le Canada compte, de nos jours, 119 centres. Généralement, ces centres offrent une gamme de services et de programmes tels que des programmes pour les jeunes, des services de santé, de l'aide au logement et à l'emploi ainsi des services culturels.

## Liste des centres d'amitié autochtone du Québec
- Centre d'amitié autochtone de Chibougamau
- Centre d'amitié autochtone de Joliette
- Centre d'amitié autochtone de La Tuque
- Centre d'amitié autochtone de Maniwaki
- Centre d'amitié autochtone de Montréal (en)
- Centre d'amitié autochtone de Québec
- Centre d'amitié autochtone de Saguenay
- Centre d'amitié autochtone de Senneterre
- Centre d'amitié autochtone de Sept-Îles
- Centre d'amitié autochtone de Trois-Rivières
- Centre d'amitié autochtone de Val-d'Or